# صدر أعظم

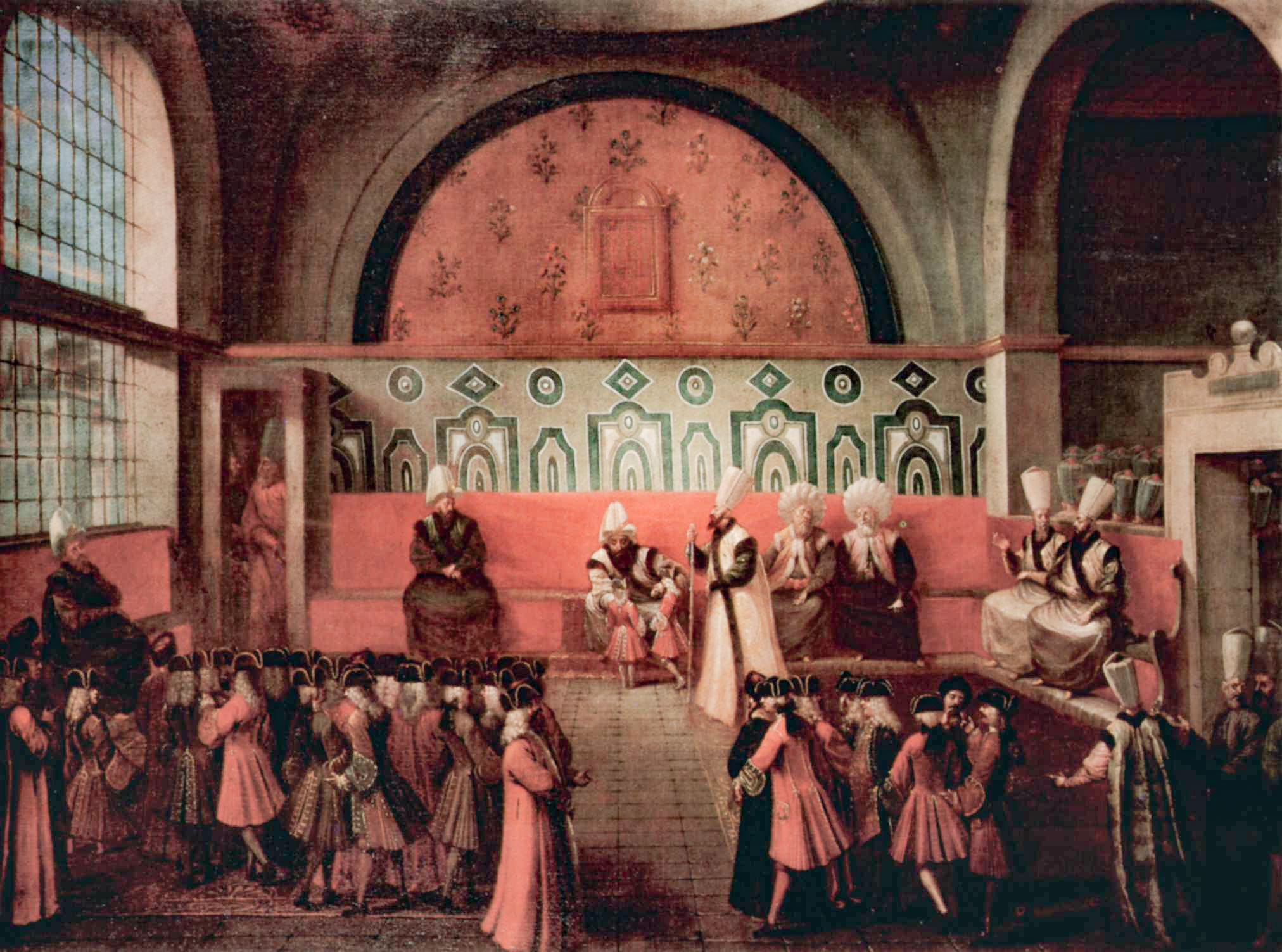
الصدر الأعظم يسمح بالاجتماع في قصر الباب العالي.

الصدر الأعظم بالعثمانية صدر أعظم أو وزیر أعظم وهو أعلى منصب تحت السلطان مع السلطة المطلقة له وهو الذي يحمل ختم السلطنة، وسلطة تعيينه وعزله حق للسلطان فقط. وكانت تنعقد جلسات الوزراء في الدولة العثمانية بأمره للإطلاع على شؤون الدولة ويجتمعون في قصر الباب العالي وهو قصر توبكابي. ويوجد أيضا في الباب العالي جميع مكاتب الوزراء مع الصدر الأعظم. ولقب الوزير الأول أو وزير أعظم هو لقب رسمي بالأردية للإشارة إلى رئيس وزراء باكستان.
كان لقب الوزير هو المستخدم خلال المراحل الأولى للدولة العثمانية. وأول من لقب بالصدر الأعظم كان الوزير خليل باشا شندرلي الكبير وزير السلطان مراد الأول. والغرض من اللقب الجديد هو تمييز حامل الختم السلطاني من الوزراء الآخرين. ثم بدأ اللقب الجديد «صدر أعظم» يحل محل اللقب القديم «وزير أعظم» تدريجيا وإن كانا لهما نفس المعنى والرتبة.
وخلال التاريخ العثماني، ظهرت ألقاب جديدة للصدر الأعظم مثل الصدر العالي والوكيل المطلق وصاحب الدولة والسردار الأكرم والسردار الأعظم والذات العالي؛ وكلها تعكس ما للصدر الأعظم من مكانة أراد لها سلاطين آل عثمان أن تكون مهيبة للغاية.

نيشان صدر اعظم عثماني

ويحسب للسلطان محمد الثاني أنه من هيأ لمنصب الصدر الأعظم المكانة السامية التي ستجعل حامله أهم رجل في الدولة العثمانية بعد السلطان، وتكشف ذلك الفقرة الأولى من قانون الدولة «قانون نامه» الذي وضعه محمد الثاني، ونصها:
«ليعلم أولاً أن الصدر الأعظم هو رئيس الوزراء والأمراء. إنه أعظمهم جميعاً، وصاحب الصلاحيات المطلقة في إدارة شؤون الدولة. أما القيم على أملاكي فهو الدفتردار. غير أن الصدر الأعظم هو رئيسه. وللصدر الأعظم في حركاته وسكناته وفي قيامه وقعوده حق التقدم على جميع موظفي الدولة».
كما ورد في القانون نفسه «إنه لا يحق لأحد ولا حتى لبقية الوزراء، أن يتدخل في تعامل الصدر الأعظم مع السلطان ولا في القرارات السرية التي يتخذها». ومثله مثل السلطان، يتقبل الصدر الأعظم -بحسب نظام التشريفات العثماني- في أيام محددة من الأسبوع ولاء موظفي البلاط والدولة، فيما لا يظهر وسط الجمهور إلا وسط حاشية فخمة.
خلال حقبة أسرة كوبرولو (1656-1703) حكم الدولة العثمانية سلسلة من وزراء الصدر الأعظم الأقوياء. ومن سمات تلك الحقبة: ضعف السلاطين النسبي وزيادة اللامركزية في السلطة وذلك بتقليل السلطة المطلقة للحكومة وإعطاء صلاحيات أكثر للسلطات الأقل.
وبعد فترة التنظيمات للدولة العثمانية في القرن التاسع عشر، أصبح منصب الصدر الأعظم يقوم بدور أكبر مما هو في منصب رئيس الوزراء في الملكيات الغربية المعاصرة.
في بلاد المغرب الأقصى ظهر لقب الصدر الأعظم في حكومة مخزن الإيالة الشريفة في أواخر القرن التاسع عشر، واتسم بصفة رسمية بقدوم الحماية الفرنسية عند تنصيبها محمد المقري، آخر من حمل هذا اللقب.